# Tabiona
Tabiona és una població dels Estats Units a l'estat de Utah. Segons el cens del 2000 tenia 149 habitants.

## Demografia
Segons el cens del 2000, Tabiona tenia 149 habitants, 50 habitatges, i 38 famílies. La densitat de població era de 442,5 habitants per km².
Dels 50 habitatges en un 42% hi vivien nens de menys de 18 anys, en un 64% hi vivien parelles casades, en un 10% dones solteres, i en un 24% no eren unitats familiars. En el 24% dels habitatges hi vivien persones soles el 18% de les quals corresponia a persones de 65 anys o més que vivien soles. El nombre mitjà de persones vivint en cada habitatge era de 2,98 i el nombre mitjà de persones que vivien en cada família era de 3,53.
Per edats la població es repartia de la següent manera: un 37,6% tenia menys de 18 anys, un 7,4% entre 18 i 24, un 20,8% entre 25 i 44, un 19,5% de 45 a 60 i un 14,8% 65 anys o més.
L'edat mediana era de 34 anys. Per cada 100 dones de 18 o més anys hi havia 89,8 homes.
La renda mediana per habitatge era de 28.750 $ i la renda mediana per família de 27.344 $. Els homes tenien una renda mediana de 30.938 $ mentre que les dones 7.083 $. La renda per capita de la població era de 8.667 $. Entorn del 27,7% de les famílies i el 41,9% de la població estaven per davall del llindar de pobresa.

## Poblacions més properes
El següent diagrama mostra les poblacions més properes.